# Bokākhāt
Bokākhāt är en ort i Indien.   Den ligger i distriktet Golaghat och delstaten Assam, i den östra delen av landet, 1 600 km öster om huvudstaden New Delhi. Bokākhāt ligger 86 meter över havet och antalet invånare är 9 554.
Terrängen runt Bokākhāt är platt norrut, men söderut är den kuperad. Terrängen runt Bokākhāt sluttar norrut. Runt Bokākhāt är det ganska tätbefolkat, med 54 invånare per kvadratkilometer. Bokākhāt är det största samhället i trakten. I omgivningarna runt Bokākhāt växer huvudsakligen savannskog.